# 区議会 (香港)
区議会（くぎかい、英語: District Council）は、香港の地方議会である。1982年に設立された。2019年現在では、18個の区議会が設置され、区議会の総民選議席数は452議席（当然議員を含めれば479議席）である。議員の任期は4年。英文名称は当初、District Boardとされた。その後、1999年末の市政局および区域市政局の廃止に伴い、現在のDistrict Councilに改称された。

## 性格と権限
区議会は、予算の承認や条例の制定といった議会に必要な権限をもっていない。従来は諮問機関として位置づけられ、実質的な権限がないため、行政に対する影響力は小さい。公共施設(文化や娯楽)・サービスの運営や都市計画などに関して、政府に意見を陳述する程度の機能しか与えられていない。
そもそも、区は自治体や地方政府ではない。区の区分は、区議会の設置に伴って行われた。香港政府は区の分割や合併を行う事が出来る。区議会に対応する行政側の組織は、各区の民政事務処である。これは、香港政府民政事務局が管轄する執行部門である民政事務総署の出先機関である。民政事務処のトップである民政事務専員が地区運営委員会を主催している。区議会の正副主席も一メンバーとして参加し、政府と区議会の意見交換が行われる。
なお、曽蔭権行政長官は2005年の施政報告で区議会の権限強化を打ち出し、図書館やコミュニティーホール、水泳プールなどの管理権限を委譲すると表明した。2007年から、屯門、灣仔、黄大仙、西貢の4区で先行実施される予定である。また、立法会により否決されたが、2005年に香港政府が提示した政治制度改革では、選挙委員会の定員が大幅増加し、その多くが区議会議員によって占められていた。そのため、今後は区議会および同議員が香港政治に与える影響が大きくなる可能性もある。

## 議員の選出方法
区議会の設立と同時に21歳以上の香港市民に選挙権が与えられ、区議会選挙が実施された。民選議員は現在、小選挙区制により選出されている。過去には特殊な中選挙区制（一選挙区2名当選。有権者は2票投票）で選出された。全区議会で400名おり、最も多い。
しかし、選挙によって選ばれる民選議員のほかに、委任（任命）議員や当然（兼職）議員も存在する。委任議員は1995年、パッテン改革により一度廃止されたが、返還後に復活した(全区議会中102名)。当然議員は、新界原居民の議会組織である郷事委員会が互選によって選出した代表（全区議会中27名）である。立法会に比べると、区議会は民選議員の割合が高い。
2010年で香港中央議会に当たる立法会が政治改革法案を可決し、12〜15年度委任議員定数は102人から68人になり、2013年で立法会は区議会条例の修正案を可決し、16〜19年度の区議会は委任議員を全部廃止した。
また、選挙区は1万7千人を基準人口として設置されている。つまり、大きな団地一つ分が一選挙区となり、区議会議員は住民との物理的な距離が極めて近い。そのため、政治的イデオロギーを棚上げして、身近な生活問題を争点としやすい。結果、区議会では、有権者が民主化に積極的な民主派を必ずしも選択せず、左派労働組合を基盤とする民主建港聯盟に投票する割合も高い。
また、区議会の権限は限定されており、重要視とされていないため、一般的に投票率は立法会選挙より低い（立法会は普通50％水準で、区議会は約40％〜45％水準）。さらに小選挙区制度のため、1選挙区での総投票数は少なく、少ない票で結果が決まる。一部の選挙区では総投票数が約2000票くらいである。2019年の第六回選挙には、2019年香港民主化デモの影響により民主・親中両派の市民の投票意欲を高め、一部の選挙区では80％を超える投票率を記録し、全体の投票率が71.23％という香港が直接選挙を導入された以降の最高記録を達成するなど異例な展開になっている。
区議会ではほぼ全議席が直接選挙で選出されるのに対し、立法会の議席のうち、（選挙区別）直接選挙で選出されるのは半分であり、行政長官選挙、及び行政長官選挙における有権者となる選挙委員会委員を選出する、選挙委員会委員選挙にいたっては、直接選挙ではなく間接選挙で行うことになっている。

## 区域分布
区議会別で分けられた区域の分布は以下の通り。（各区議会記事のリンク先は中国語版。各区議会横のカッコ内数字は区画図の番号に対応。）
|      | 香港島4区          | 香港島4区          | 香港島4区          | 香港島4区          | 九龍5区            | 九龍5区            | 九龍5区            | 九龍5区            | 九龍5区            |
| ---- | ------------------ | ------------------ | ------------------ | ------------------ | ------------------ | ------------------ | ------------------ | ------------------ | ------------------ |
| 名称 | 中西区議会(15)     | 湾仔区議会(18)     | 東区議会(16)       | 南区議会(17)       | 油尖旺区議会(14)   | 深水埗区議会(12)   | 九龍城区議会(10)   | 黄大仙区議会(13)   | 観塘区議会(11)     |
| 議席 | 15                 | 13                 | 35                 | 17                 | 20                 | 25                 | 25                 | 25                 | 40                 |
| 人口 | 251,519            | 152,608            | 588,094            | 278,655            | 307,878            | 380,855            | 377,351            | 420,183            | 622,152            |
|      | 新界9区            |                    |                    |                    |                    |                    |                    |                    |                    |
| 名称 | 離島区議会(1)      | 葵青区議会(2)      | 荃湾区議会(7)      | 屯門区議会(8)      | 元朗区議会(9)      | 北区議会(3)        | 大埔区議会(6)      | 沙田区議会(5)      | 西貢区議会(4)      |
| 議席 | 18（民選10+当然8） | 32（民選31+当然1） | 21（民選19+当然2） | 32（民選31+当然1） | 45（民選39+当然6） | 22（民選18+当然4） | 21（民選19+当然2） | 42（民選41+当然1） | 31（民選29+当然2） |
| 人口 | 141,327            | 511,167            | 304,637            | 487,546            | 578,529            | 304,134            | 296,853            | 630,273            | 436,627            |

## 過去の選挙
1999年香港区議会議員選挙
1999年11月28日に行われた。民主派と左派の勢力が拮抗した。
2003年香港区議会議員選挙
2003年11月23日に行われた。香港基本法23条に基づく治安条例制定の動きが有権者の反感を買い、左派が大敗し、民主党など民主派の圧倒的な勝利となった。
2007年香港区議会議員選挙
2007年11月18日に行われた。親中派である民主建港協進連盟が議席を伸ばした一方で、民主派が敗北した。
2011年香港区議会議員選挙
2011年11月6日に行われた。親中派である民主建港協進連盟が伸長した一方で、民主派が大敗した。
2015年香港区議会議員選挙
2015年11月22日に行われた。親中派と民主派の議席数は大きく変化せず、数字的には民主派が大敗したままだったが、民主派の議席数は少し増え、雨傘運動の影響によって選挙を参加した独自候補「傘兵」も8人当選し、一部親中派立候補を降ろさせたこともある。投票率は47.01％で過去最高を記録した。
2019年香港区議会議員選挙
2019年11月24日に行われた。2019年香港民主化デモの影響で、民主派が4分の3以上の議席を獲得した一方、親中派は大敗した。民主派は総議席数上初めて多数派となり、18の区のうち17区の過半数（うち2区（黄大仙区、大埔区）では全民選議席を獲得）を獲得した。投票率も香港が議会議員選挙で直接選挙を導入された以降の最高の71.23%を記録した。